# Trục cam

Hoạt hình máy tính của một van dẫn động bằng trục cam

Trục cam là cấu trúc bao gồm một trục và một cam được gắn chặt vào trục hoặc cam của bộ phận tách rời.

## Lịch sử
Trục cam được ra đời lần đầu tiên ở Thổ Nhĩ Kỳ (Diyarbakır) bởi Ismail al-Jazari vào năm 1206. Ông sử dụng nó như một phần của máy tự động, máy bơm nước và đồng hồ nước như tháp đồng hồ. Trục cam sau đó xuất hiện trong các máy móc, thiết bị ở châu Âu từ thế kỷ 14.
Trong số những chiếc xe đầu tiên sử dụng động cơ với trục cam trên đỉnh đơn là Maudslay được thiết kế bởi Alexander Craig và được giới thiệu vào năm 1902 và Ô tô Marr được thiết kế bởi người gốc Michigan Walter Lorenzo Marr vào năm 1903.

## Sử dụng
Trong các động cơ đốt trong có piston, trục cam được sử dụng để vận hành xú páp. Nó bao gồm một thanh hình trụ chạy theo chiều dài của dãy xi lanh với một số thùy hình thuôn nhô ra từ nó, một cam  mỗi van. Các thùy cam buộc các van mở bằng cách ấn vào van, hoặc qua một số cơ cấu trung gian, khi chúng quay.

### Ô tô

#### Nguyên vật liệu
Trục cam có thể được làm từ một số loại vật liệu bao gồm:
Đúc gang trắng: Thường được sử dụng trong sản xuất hàng loạt lớn, trục cam gang trắng có khả năng chống mài mòn tốt vì quá trình tôi đã làm cứng nó. Các yếu tố khác được thêm vào gang trước khi đúc để làm cho vật liệu phù hợp hơn cho ứng dụng của nó.
Thép phôi thanh: Khi cần một trục cam chất lượng cao hoặc sản xuất đơn chiếc, các nhà chế tạo động cơ và nhà sản xuất trục cam chọn phôi thép thanh. Đây là một quá trình tốn nhiều thời gian hơn và thường đắt hơn các phương pháp khác. Tuy nhiên, chất lượng vượt trội hơn nhiều. Máy tiện CNC, máy phay CNC và máy mài trục cam CNC sẽ được sử dụng trong quá trình sản xuất. Các loại thanh thép khác nhau có thể được sử dụng, một ví dụ là EN40b. Khi sản xuất trục cam từ EN40b, trục cam cũng sẽ được xử lý nhiệt thông qua quá trình thấm nitơ dạng khí, làm thay đổi cấu trúc vi mô của vật liệu. Nó cho độ cứng bề mặt 55-60 HRC. Những loại trục cam này có thể được sử dụng trong động cơ hiệu suất cao.

#### Định thời

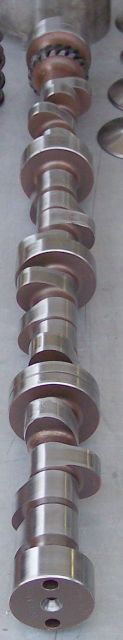
Một trục cam thép của xe đua với thùy rộng đáng chú ý (thời gian rất dài)

Mối quan hệ giữa sự quay của trục cam và vòng quay của trục khuỷu có tầm quan trọng rất lớn. Vì các van kiểm soát lưu lượng của hỗn hợp khí / nhiên liệu nạp vào và khí thải, chúng phải được mở và đóng vào thời điểm thích hợp trong hành trình của piston. Vì lý do này, trục cam được kết nối trực tiếp với trục khuỷu, thông qua cơ cấu bánh răng hoặc gián tiếp thông qua một đai hoặc xích gọi là đai định thời  hoặc xích đinh thời (sên cam). Dẫn động trực tiếp sử dụng bánh răng là bất thường do chi phí. Mô-men xoắn đảo chiều thường xuyên gây ra bởi độ dốc của cam có xu hướng gây ra tiếng kêu bánh răng, đối với một bộ truyền bánh răng bằng kim loại đòi hỏi thêm chi phí cho một bộ giảm xóc cam. Rolls-Royce V8 (1954) đã sử dụng bộ truyền bánh răng, không giống như xích, nó có thể được làm việc êm và kéo dài tuổi thọ của động cơ. Khi bánh răng được sử dụng trong những chiếc xe rẻ hơn, chúng thường được làm từ sợi phíp chứ không phải kim loại, ngoại trừ trong động cơ xe đua có nhu cầu bảo dưỡng cao. Bánh răng phíp có tuổi thọ ngắn và phải được thay thế thường xuyên, giống như đai đinh thời. Trong một số thiết kế, trục cam cũng dẫn động  bộ phân phối và các bơm nhiên liệu và dầu bôi trơn. Một số xe có thể có bơm cho cơ cấu lái trợ lực được điều khiển bởi trục cam. Với một số hệ thống phun nhiên liệu ban đầu, các cam trên trục cam sẽ vận hành kim phun nhiên liệu. Honda đã thiết kế lại chiếc xe máy VF750 từ bộ truyền xích sang bộ truyền bánh răng VFR750 do những vấn đề không thể khắc phục được với bộ truyền động xích đảo ngược VF750 Hi-Vo.
Một thay thế được sử dụng trong những ngày đầu của động cơ OHC là dẫn động trục cam thông qua một trục thẳng đứng với bánh răng côn ở mỗi đầu. Hệ thống này được sử dụng trên những chiếc xe Peugeot và Mercedes Grand Prix trước Thế chiến thứ nhất. Một lựa chọn khác là sử dụng bộ ba thanh truyền lệch tâm; những bộ này đã được sử dụng trên một số động cơ được thiết kế bởi W. O. Bentley và cũng trên chiếc xe Leyland Eight.
Trong động cơ hai thì sử dụng trục cam, mỗi van được mở một lần cho mỗi vòng quay của trục khuỷu; trong các động cơ này, trục cam quay cùng tốc độ với trục khuỷu. Trong động cơ bốn thì, các van chỉ được mở một nửa bình thường; do đó, hai vòng quay của trục khuỷu ứng với một vòng quay của trục cam.
Định thì của trục cam có thể được nâng cao để tạo ra mô-men xoắn ở tốc độ thấp tốt hơn, hoặc chậm lại để có công suất ở tốc độ cao tốt hơn. Thay đổi định thì cam sẽ di chuyển tổng công suất do động cơ tạo ra giảm hoặc tăng theo tỷ lệ số vòng quay/phút. Lượng thay đổi rất ít (thường <5 độ) và ảnh hưởng đến khoảng hở từ van tới piston. Tham khảo video này.

#### Thời gian hoạt động
Thời gian hoạt động là số độ mà trục khuỷu của động cơ quay được trong khi van rời khỏi mặt tựa van. Nói chung, thời gian hoạt động lớn hơn thì mã lực nhiều hơn. Số vòng quay tại công suất cực đại thường tăng khi thời gian hoạt động tăng với chi phí hiệu suất vòng / phút thấp hơn (mô-men xoắn).
Thông số kỹ thuật về thời gian hoạt động thường có thể gây hiểu nhầm vì các nhà sản xuất có thể chọn bất kỳ điểm nâng nào để quảng cáo thời gian hoạt động của trục cam và đôi khi sẽ thao túng những con số này. Các đặc tính công suất và chạy không của trục cam được xếp hạng tại điểm nâng.006 " sẽ khác nhiều so với cùng mức đánh giá tại điểm nâng.002".
Nhiều nhà chế tạo động cơ hiệu suất đánh giá tính ăn mòn của hiên dạng đường đi bằng cách xem xét thời lượng ở 0,20 ", 0,50" và.200 ". Số.020" xác định mức độ đáp ứng của động cơ và mô-men xoắn cuối thấp nhất mà động cơ tạo ra là bao nhiêu. Số.050 "được sử dụng để ước tính nơi sẽ xảy ra công suất cực đại và số.200" đưa ra ước tính về tiềm năng công suất.
Một tác động thứ cấp của thời gian hoạt động tăng có thể làm tăng sự chồng chéo, tức là số độ trục khuỷu trong đó cả van nạp và van xả đều rời khỏi vị trí đóng của chúng. Đó là sự chồng chéo ảnh hưởng lớn nhất đến chất lượng chạy không, vì liệu nạp ngay lập tức thoát ra khỏi van xả xảy ra trong quá trình chồng lấp làm giảm hiệu suất động cơ và lớn nhất khi vận hành ở chế độ RPM thấp. Nói chung, việc tăng thời gian hoạt động của trục cam thường làm tăng sự chồng chéo, trừ khi các trung tâm thùy hút và xả được tách rời để bù lại.

#### Lực nâng
"Lực nâng" trục cam là sự gia tăng ròng của van từ vị trí mặt tựa của nó. Van càng xa khỏi vị trí mặt tựa thì càng có nhiều luồng không khí được cung cấp, điều này thường có lợi hơn. Lực nâng lớn hơn có một số hạn chế nhất định. Thứ nhất, lực nâng bị giới hạn bởi sự gần nhau của đầu van với đỉnh piston. Thứ hai, cần nhiều nỗ lực hơn để di chuyển lò xo van đến trạng thái nén cao hơn. Tăng lực nâng cũng có thể được giới hạn bởi độ hở thùy trong đúc đầu xi lanh. Lực nâng van cao hơn có thể có tác dụng tương tự như tăng thời gian hoạt động trong đó chồng chéo van ít mong muốn hơn.
Nâng cao hơn cho phép luồng không khí lớn hơn; Mặc dù bằng cách cho phép một luồng không khí lớn hơn đi qua lỗ mở lớn hơn, sự ngắn ngủi của thời gian điển hình với cam nâng cao hơn dẫn đến luồng không khí ít hơn so với cam có lực nâng thấp hơn nhưng thời gian dài hơn, tất cả đều khác. Trên động cơ cảm ứng cưỡng bức, lực nâng càng cao có thể mang lại kết quả tốt hơn thời gian hoạt động dài hơn, đặc biệt là ở phía đầu vào. Đáng chú ý là, lực nâng  cao hơn có nhiều vấn đề tiềm ẩn hơn thời gian hoạt động tăng, đặc biệt là khi vòng tua hệ dẫn động van tăng lên có thể dẫn đến hoạt động kém hiệu quả hơn hoặc mất mát mô-men xoắn.
Các cơ cấu cam có lực nâng van quá mức, chạy ở vòng tua cao, có thể gây ra cái gọi là "van nổi", trong đó độ căng của lò xo van không đủ để giữ van tiếp xúc với cam ở đỉnh. Đây cũng có thể là kết quả của sự tăng lên rất mạnh của thùy, trong đó van được bắn ra một cách hiệu quả ở phần cuối của cam chứ không phải theo biên dạng cam. Vấn đề này sinh ra  khi vòng tua động cơ vượt quá vòng tua thiết kế tối đa. Hệ truyền động van thường là yếu tố giới hạn trong việc xác định vòng tua tối đa mà động cơ có thể duy trì trong một thời gian dài hoặc tạm thời. Đôi khi một vòng quay quá mức có thể gây ra lỗi động cơ khi các van bị uốn cong do va chạm với thân piston.

#### Vị trí
Tùy thuộc vào vị trí của trục cam, cam vận hành các van trực tiếp hoặc thông qua một liên kết của cần đẩy và thanh lắc. Hoạt động trực tiếp có cơ cấu đơn giản hơn và dẫn đến ít hỏng hóc hơn, nhưng đòi hỏi trục cam phải được đặt ở đầu các xi lanh. Trước đây, khi động cơ không đáng tin cậy như ngày nay, điều này được coi là quá nhiều rắc rối, nhưng trong các động cơ xăng hiện đại, hệ thống cam trên đỉnh, nơi trục cam nằm trên đỉnh dãy xi lanh, khá phổ biến.

#### Số trục cam
Trong khi ngày nay một số động cơ dựa vào một trục cam đơn trên mỗi xi lanh, được gọi là trục cam đơn trên đỉnh (SOHC), hầu hết các động cơ hiện đại được điều khiển bởi hai trục cam trên mỗi bố trí dãy  xi lanh (một trục cam cho van nạp và một trục khác cho van xả); sự sắp xếp trục cam như vậy được gọi là cam trên đỉnh kép hoặc cam đôi (DOHC), do đó, động cơ V, có hai dãy xi lanh riêng biệt, có thể có bốn trục cam (tạm gọi là động cơ bốn cam).
Điều khác thường hơn là động cơ W hiện đại (còn được gọi là động cơ 'VV' để phân biệt với động cơ W trước chiến tranh) có bốn dãy xi lanh được sắp xếp theo mô hình "W" với hai cặp được sắp xếp hẹp cách nhau 15 độ. Ngay cả khi có bốn dãy xi lanh (thường sẽ cần tổng cộng tám trục cam riêng lẻ), thiết kế góc hẹp cho phép sử dụng tổng cộng chỉ bốn trục cam. Đối với Bugatti Veyron, có cấu hình động cơ W 16 xi-lanh, bốn trục cam đang dẫn động tổng cộng 64 xupap.
Thiết kế trục cam trên đỉnh có thêm các bộ phận bộ truyền động van phức tạp hơn và chi phí sản xuất cao hơn, nhưng điều này dễ dàng được bù đắp bởi nhiều ưu điểm so với thiết kế cũ: thiết kế nhiều van, giới hạn số vòng quay cao hơn và tự do thiết kế để đặt van, bugi tốt hơn (động cơ kiểu đánh tia lửa) và cổng nạp / xả.

#### Bảo trì
Các cần lắc hoặc con đội cam đôi khi kết hợp một cơ cấu để điều chỉnh độ hở van thông qua điều chỉnh thủ công, nhưng hầu hết các động cơ tự động hiện đại đều có cần đẩy xupap thủy lực, loại bỏ sự cần thiết phải điều chỉnh khe hở van định kì khi bộ dẫn động van bị mòn, đặc biệt là các van và vòng đỡ chân van trong buồng đốt.
Ma sát trượt giữa bề mặt của cam và con đội cam chạy trên nó có thể là đáng kể. Để giảm hao mòn tại thời điểm này, cam và con đội đều được tôi cứng bề mặt, và dầu động cơ bôi trơn hiện đại có chứa các chất phụ gia đặc biệt để giảm ma sát trượt. Các thùy của trục cam thường hơi thon và các mặt của bộ nâng van hơi hình vòm, làm cho các bộ nâng xoay để phân phối hao mòn trên các bộ phận. Các bề mặt của cam và con đội được thiết kế để "mòn ngoài mặt" với nhau, và do đó mỗi con đội nên ở lại với thùy cam ban đầu của nó và không bao giờ được di chuyển đến một thùy khác nhau. Bạn có thể đặt bộ nâng mới trên một cam cũ nhưng không bao giờ đặt bộ nâng cũ trên một cam mới. Trong một số động cơ, các con đội có các con lăn loại bỏ ma sát trượt và hao mòn nhưng thêm khối lượng vào hệ truyền động van.
Vòng bi trục cam tương tự như vòng bi chính trục khuỷu, được cấp áp suất bằng dầu. Tuy nhiên, vòng bi trục cam phía trên không phải lúc nào cũng có vỏ ổ trục có thể thay thế, có nghĩa là cần có một đầu xi lanh mới nếu vòng bi bị mòn do không đủ hoặc dầu bẩn.

#### Thay thế
Ngoài ma sát cơ học, cần có lực đáng kể để nén các lò xo van được sử dụng để đóng van của động cơ. Điều này có thể lên tới khoảng 25% tổng công suất ra của động cơ khi chạy không, làm giảm hiệu quả tổng thể. Một số cách tiếp cận để lấy lại năng lượng "lãng phí" này bao gồm:
- Van không lò xo, giống như hệ thống desmodromic được sử dụng ngày nay bởi Ducati
- Bộ truyền động van không dùng cam sử dụng solenoid hoặc hệ thống từ tính đã được BMW và Fiat điều tra từ lâu, và hiện đang được tạo ra bởi Valeo và Ricardo
- Động cơ Wankel, động cơ quay không sử dụng piston hay van, được biết đến nhiều nhất khi được Mazda sử dụng trong các xe thể thao RX-7 và RX-8.
- Koenigsegg đã phát triển một thiết bị truyền động van điện như một sự thay thế tiết kiệm nhiên liệu và tiết kiệm không gian hơn cho trục cam truyền thống.[9]

#### Hệ thống đánh lửa
Trong các hệ thống đánh lửa được định thời cơ học, một cam riêng biệt trong bộ phân phối được hướng tới động cơ và vận hành một tập hợp các điểm ngắt kích hoạt tia lửa vào đúng thời điểm trong chu kỳ đốt.

### Điện
Trước sự ra đời của điện tử bán dẫn, bộ điều khiển trục cam đã được sử dụng để kiểm soát tốc độ của động cơ điện. Một trục cam, được điều khiển bởi động cơ điện hoặc động cơ khí nén, được sử dụng để vận hành các công tắc tơ theo trình tự. Bằng cách này, các điện trở hoặc bộ đổi nấc điện áp được bật hoặc tắt mạch để thay đổi tốc độ của động cơ chính. Hệ thống này chủ yếu được sử dụng trong tàu điện động lực phân tán và đầu máy chạy bằng điện.

## Bộ sưu tập
|  | Các thành phần của một động cơ piston DOHC bốn thì điển hình. (E) Trục cam xả, (I) Trục cam nạp, (S) Bugi, (V) Van, (P) Piston, (R) Thanh truyền, (C) Trục khuỷu, (W) Áo nước chứa nước làm mát.                                   |
|  | Cam đôi trên đỉnh hành trình đôi kiểm soát việc mở và đóng van của xi lanh. 1. Nạp 2. Nén 3. Nổ 4. Xả 5. Lặp lại |
|  | Bánh răng định thời van trên động cơ bốn xi-lanh của Ford Taunus - bánh răng nhỏ nằm trên trục khuỷu, bánh răng lớn hơn nằm trên trục cam. Tỷ số truyền làm cho trục cam chạy với tốc độ bằng một nửa số vòng quay của trục khuỷu. |